# Albert Dekker
Albert Dekker, född 20 december 1905 i Brooklyn, New York, död 5 maj 1968 i Hollywood, Los Angeles, Kalifornien, var en amerikansk skådespelare. 
Dekker gjorde scendebut 1927 och filmdebuterade tio år senare. Han medverkade i över 100 filmer och TV-produktioner. Till hans mer kända roller hör den som galen vetenskapsman i skräckfilmen Dr. Cyclops från 1940, samt som den skrupelfrie järnvägsanställde Pat Harrigan i hans sista filmroll i Det vilda gänget. Dekker var även politiskt aktiv i Demokratiska partiet och hade en plats i California State Assembly mellan 1944 och 1946.

## Filmografi, urval
- 1937 – En natt på värdshuset
- 1938 – Marie Antoinette
- 1939 – De tappras legion
- 1939 – Hotel Imperial
- 1940 – Dr. Cyclops
- 1940 – Sju syndare
- 1941 – Fräck och fågelfri
- 1942 – Baronessan går under jorden
- 1942 – En dam smider planer
- 1943 – Mästerskytten från Dodge City
- 1944 – Vådligt experiment
- 1945 – Ingen hejd på galenskaperna
- 1945 – Blond och bländande
- 1946 – Hämnarna
- 1946 – Mord i isbaletten
- 1947 – Tyst överenskommelse
- 1950 – Våldets lag
- 1954 – Silverbägaren
- 1955 – Öster om Eden
- 1955 – Natt utan nåd
- 1955 – Mord på fel person
- 1959 – Brittsommar
- 1959 – Plötsligt i somras
- 1969 – Det vilda gänget